# Jacksonville Beach
Jacksonville Beach é uma cidade localizada no estado americano da Flórida, no condado de Duval. Foi incorporada em 1907.

## Geografia
De acordo com o United States Census Bureau, a cidade tem uma área de 56,9 km², onde 19 km² estão cobertos por terra e 37,9 km² por água.

### Localidades na vizinhança
O diagrama seguinte representa as localidades num raio de 32 km ao redor de Jacksonville Beach.

## Demografia
Segundo o censo nacional de 2010, a sua população é de 21 362 habitantes e sua densidade populacional é de 1 125,23 hab/km². Possui 11 882 residências, que resulta em uma densidade de 625,88 residências/km².